# Psi Centauri
Psi Centauri (ψ Cen, ψ Centauri) è una stella nella costellazione del Centauro di magnitudine apparente +3,91 e distante 247 anni luce dal sistema solare.

## Osservazione
La sua posizione moderatamente australe fa sì che questa stella sia osservabile preferibilmente dall'emisfero sud della Terra, in cui si mostra alta nel cielo nella fascia temperata e diventa circumpolare più a sud della latitudine 54º S, mentre dall'emisfero boreale essa è visibile da tutte le zone più a sud della latitudine 54º N. La sua magnitudine pari a +4,03 le consente di essere scorta ad occhio nudo, ma da aree non affette da inquinamento luminoso.

## Caratteristiche fisiche
Psi Centauri è una binaria a eclisse la cui duplicità fu scoperta tramite il satellite WIRE nel 2006. L'eclisse primaria provoca una diminuzione della luminosità di 0,28 magnitudini, mentre il calo di luminosità del minimo secondario è di 0,16 magnitudini. Il periodo orbitale delle due componenti attorno al comune centro di massa è di 38,82 giorni su un'orbita notevolmente eccentrica (ε = 0,55).
La componente principale è una stella di classe spettrale B2 126 volte più luminosa del Sole. Ha una massa 3,1 volte quella del Sole ed un raggio 3,7 volte superiore e pare essere una stella variabile pulsante. La compagna è meno luminosa ed ha una massa che è il doppio di quella solare, mentre il raggio è 1,8 volte quello del Sole, parametri che coincidono con quelli di una stella di classe A2. L'età del sistema stimata è di 290 milioni di anni.

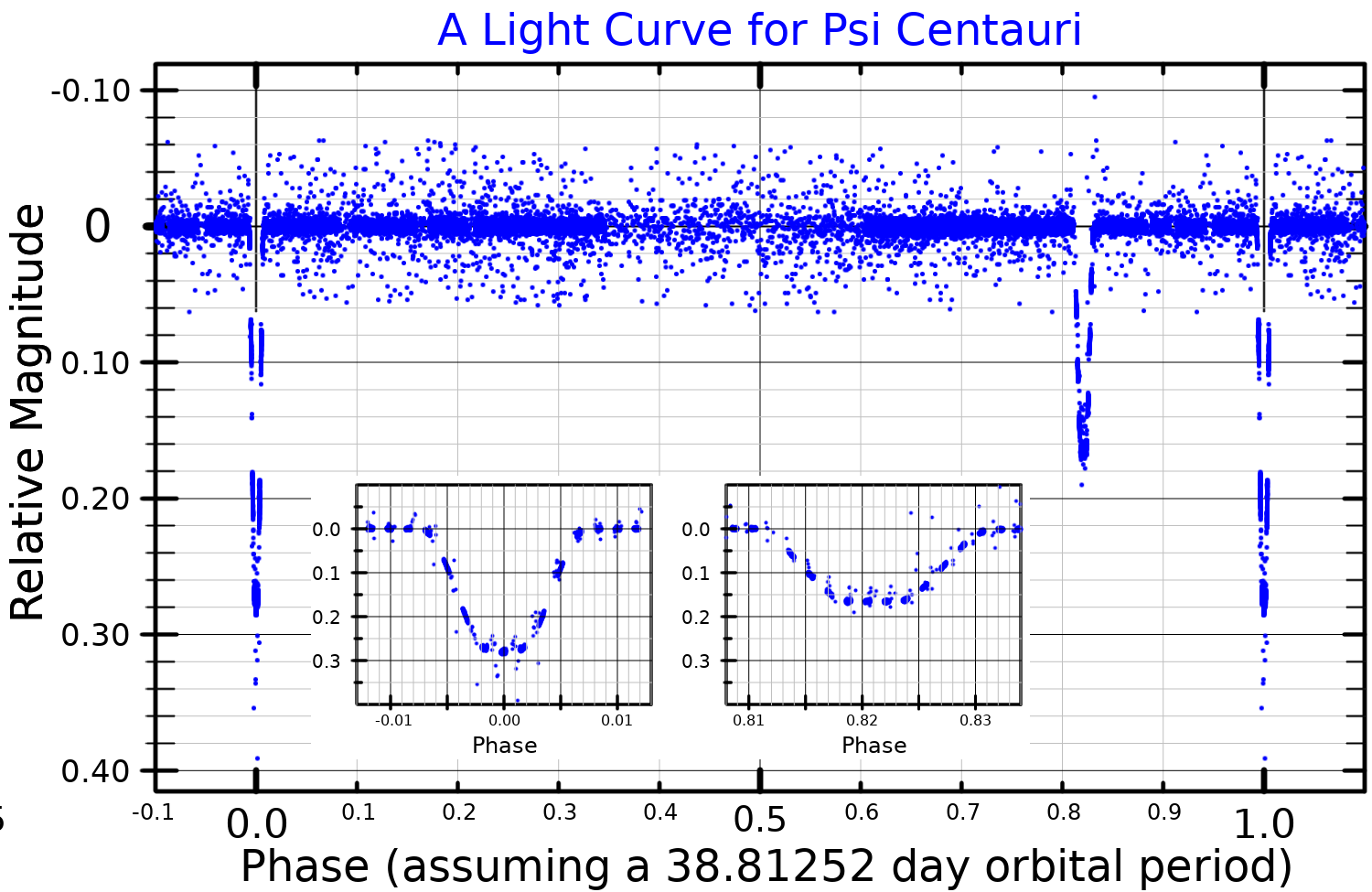
Curva di luce di da dati pubblicati nel 2006.